# Jacksonia sericea
Jacksonia sericea är en ärtväxtart som beskrevs av George Bentham. Jacksonia sericea ingår i släktet Jacksonia och familjen ärtväxter. Inga underarter finns listade i Catalogue of Life.